# オーバーグフェル対ホッジス裁判
オーバーグフェル対ホッジス裁判（オーバーグフェル たい ホッジス さいばん Obergefell v. Hodges）は、アメリカ合衆国における同性間の結婚について、2015年6月26日に合衆国最高裁判所が行った裁判である。
この裁判は、5対4という僅差の評決で決まり、ある州で正式に結婚の認定を受けた同性のカップルには、他の全州でも正式に結婚の資格を認定することを義務付けた。一般的には、アメリカ合衆国の全州において同性間の結婚を認める判決と認識されている。

## 主要人物
- ジム・オーバーグフェル（英語版）とジョン・アーサー - 原告
- グレッグ・バークとマイケル・デレオン - 原告 (en:Bourke v. Beshear)
- エイプリル・デボールとジェーン・ローズ - 原告 (en:DeBoer v. Snyder)
- ヴァレリア・タンコとソフィー・ジェスティー - 原告 (en:Tanco v. Haslam)
- アル・ゲルハルトシュタイン（英語版） - 弁護士
- ティモシー・ブラック（英語版） - オハイオ州南部地区連邦地方裁判所判事
- ジョン・ケーシック - 第69代オハイオ州知事
- セオドア・ウィミスロ - オハイオ州保健局長（2011年1月〜2014年2月）
- リチャード・ホッジス（英語版） - オハイオ州保健局長（2014年8月〜2017年3月）
- ジョン・ベッカー（英語版） - オハイオ州下院議員
- ジョン・ロバーツ - 第17代アメリカ合衆国最高裁判所首席判事
- アンソニー・ケネディ - アメリカ合衆国連邦最高裁判所陪席判事